# Багаття

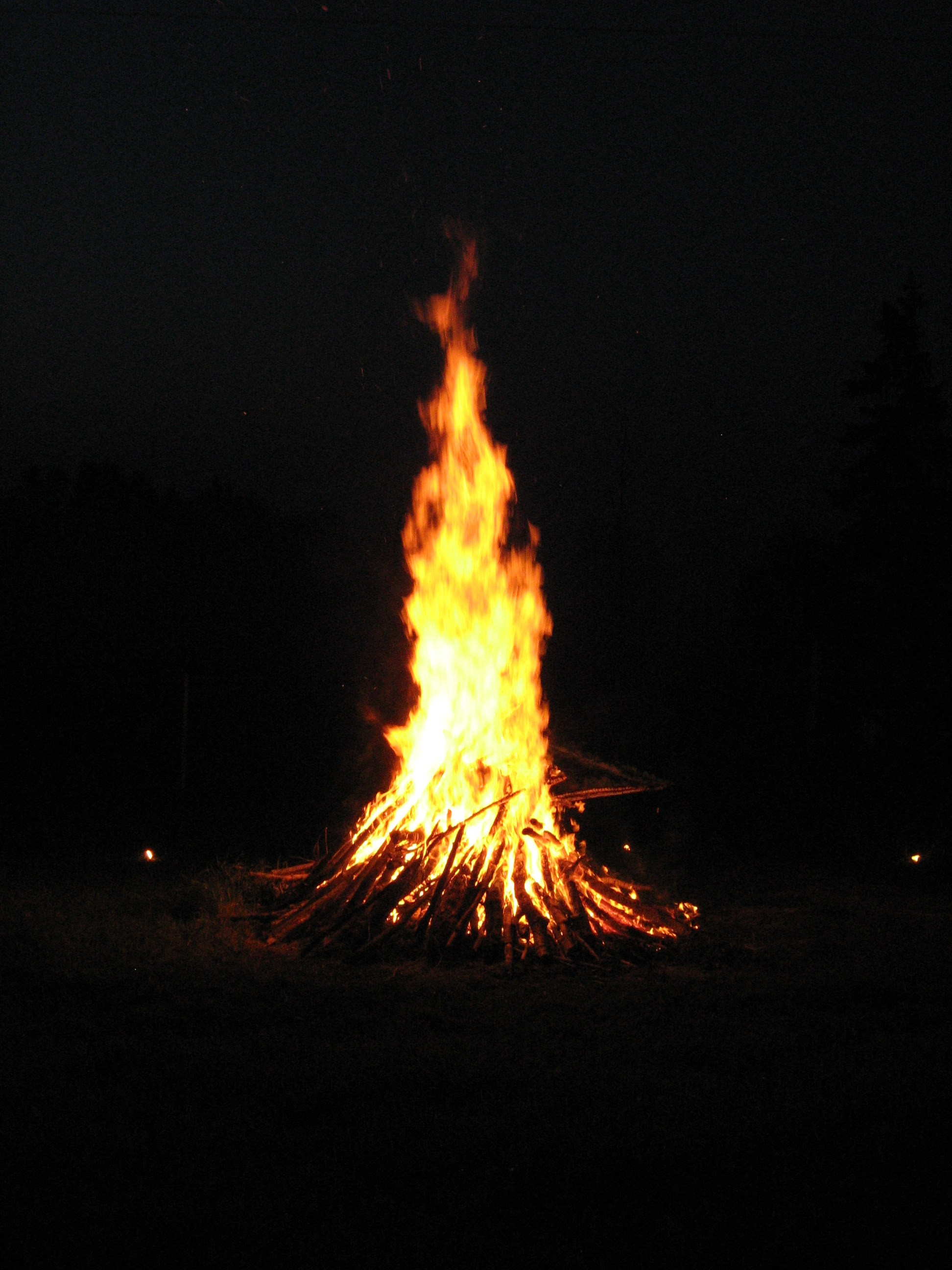
Багаття

Бага́ття, во́гнище, розм. о́гнище, діал. ва́тра — контрольований вогонь, купа дров, хмизу і т. ін., що горить. Може мати ритуальне значення.

## Етимологія
Слово багаття дуже давнього походження: вважається похідним від праслов. кореня *bag зі значенням «горіти», «тліти», (звідси також походить і дієслово бажати — через ранішу форму багати). Праслов'янський корінь походить від праіндоєвроп. *bhog (інший варіант реконструкції — *bʰeh₃g-) — «жарити», «пекти», і споріднений з дав.-в.-нім. bacchan, bahhan, нім. backen, дав.-англ. bacan, англ. bake («пекти»), дав.-гр. φώγω («смажу», «жарю»).
Слово ватра неясного походження, можливо, від праслов'янського кореня, спорідненого з авест. atar, перс. azar, осет. арт («вогонь»), алб. vatrë, votrë («вогнище»). Здогадно, того ж походження й слово «ватрушка». Припускають і запозичення з рум. vatră («вогнище»; це слово може мати дакійське походження, а може бути запозиченням з албанської) або з іранських мов через турецьке або циганське посередництво.

## Розкладання багать

### Загальні настанови
Багаття розкладають на майданчиках з негорючим матеріалом. Ділянку очищають від опалого листя, сухої трави. Розводячи багаття взимку в лісі, слід струсити сніг з гілля близькорозташованих дерев — щоб він, впавши, не загасив вогонь. У разі неглибокого снігового покриву сніг витоптують до рівня землі, на снігу середньої товщини вогонь розкладають на настилі з жердин — багаття, розпалившись, саме протопить сніг. На глибокому снігу настил роблять з товстих сирих колод. Слід мати на увазі, що багаття, глибоко провалившись у сніг, погано горить через брак кисню, організувати бівуак біля нього теж незручно.

### Нафтопродукти
Малокорисним є застосування бензину, мастил і інших рідких пальних речовин для розпалення багаття — вони згорають дуже швидко, не встигнувши висушити розтопку, окрім того, досить небезпечні. У жодному разі не можна лити у вогонь бензин або якусь іншу пальну рідину прямо з бутля чи каністри — це може призвести до вибуху. Якщо таки виникла потреба додати в багаття бензин, його слід налити у відро (чи іншу аналогічну ємність) і з безпечної відстані вихлюпнути на вогонь.

### Багаття під дощем
Під час розкладання багаття під дощем потрібно у 2-3 рази більше дров, ніж у суху погоду. Розтопку треба захистити навісом з товстого гілля, колод. Небезпечно намагатися розводити вогонь під низькими кронами дерев (особливо хвойних), розраховуючи захистити його від дощу — гілля швидко висихає і може зайнятися. У дощ і вітер ліпше використовувати спеціальні «мисливські» сірники з великими головками. За відсутності мисливських сірників можна зв'язувати разом кілька звичайних сірників, розташовуючи їх уступами — у цьому разі головки запалюватимуться послідовно, забезпечуючи сильний і тривалий жар. Доброю розтопкою є берест, який горить навіть будучи мокрим — завдяки природному вмісту парафіну (одна з основних складових дьогтю). Кілька тонких смужок бересту поміщають у берестяну трубочку (сувій) і підпалюють. Полегшує розведення вогню у сиру погоду використовування замість розтопки таблеток сухого пального, свічок, шматка оргскла — їх поміщають під запальними тонкими дровами усередині багаття. На намоклих дровах доцільно зробити сокирою або ножем глибокі зарубки до сухих шарів деревини.
Для розкладання багать на сирому ґрунті, болотистій місцевості треба передбачити настил з сирих колод. Такий же настил споруджують і за наявності глибокого снігового покриву.

### Запобіжні заходи
Не можна залишати вогонь без нагляду — він легко може стати причиної лісової або степової пожежі. У степах потенційну небезпеку становлять кущі перекотиполя: жмут засохлої трави, занесений вітром у багаття, може спричинити неконтрольоване поширення вогню
Забороняється розкладати багаття:
- На корінні дерев;
- Під низькими кронами дерев;
- На торфовищах;
- У заростях очерету;
- У заростях хвойного молодняка;
- Скрізь, де присутні знаки й оголошення, що забороняють розкладання багать.

## Ритуальне багаття

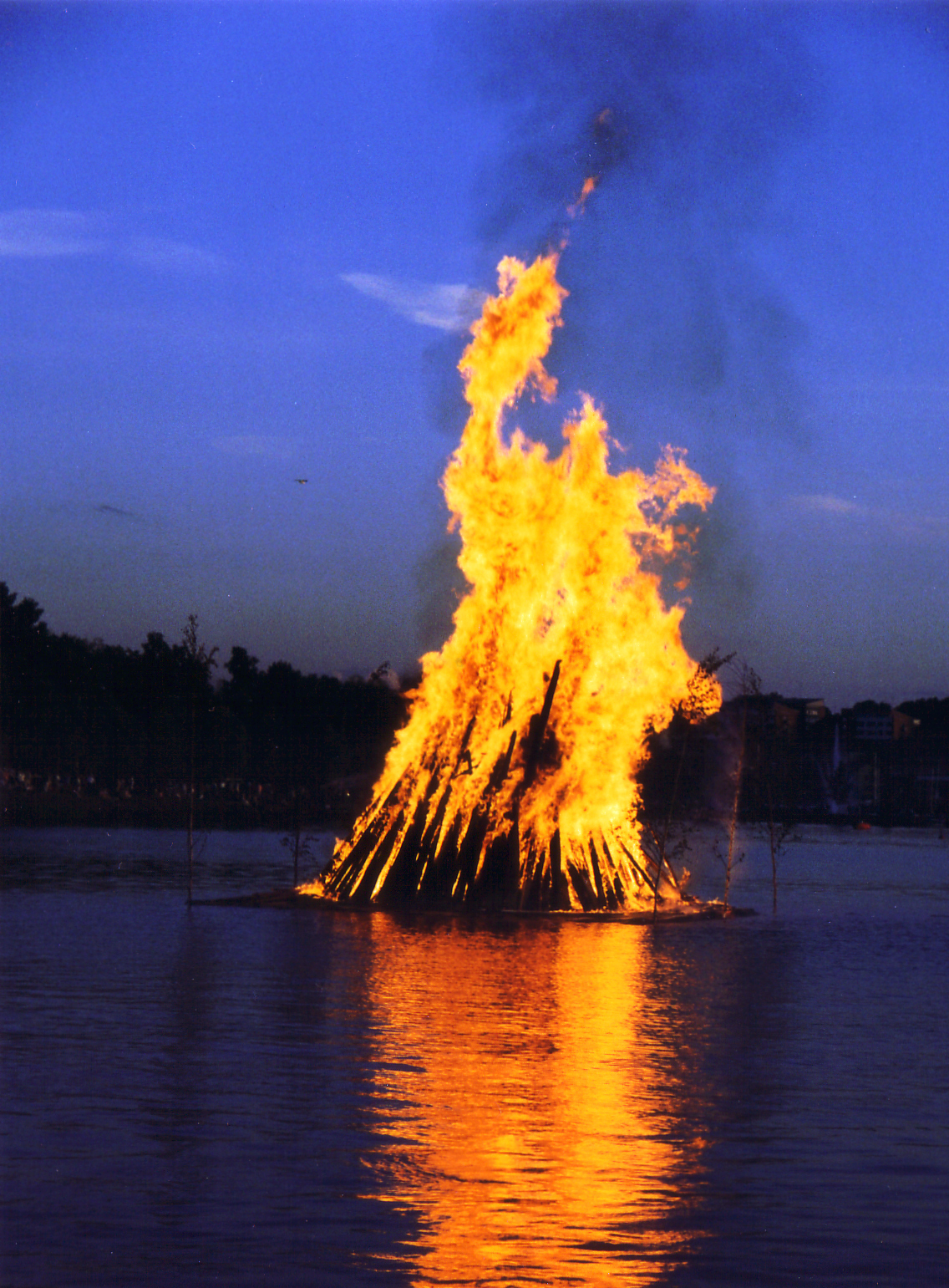
Традиційне багаття на Юханнус. (Лаппенранта, Фінляндія)

Багаття часто було і зараз залишає бути ритуальною формою. Це невід'ємна частина ряду старовинних свят — календарних, сімейних, господарських тощо. Приклад — українське свято Івана Купала.

## Інше
- Багаття було одним з впізнаваних символів піонерського руху, одне з найпопулярніших видань для піонерів — журнал «Костёр»[ru] («Багаття»).
- Гранатомет ГП-25 має словесну назву «Костёр»

## Галерея

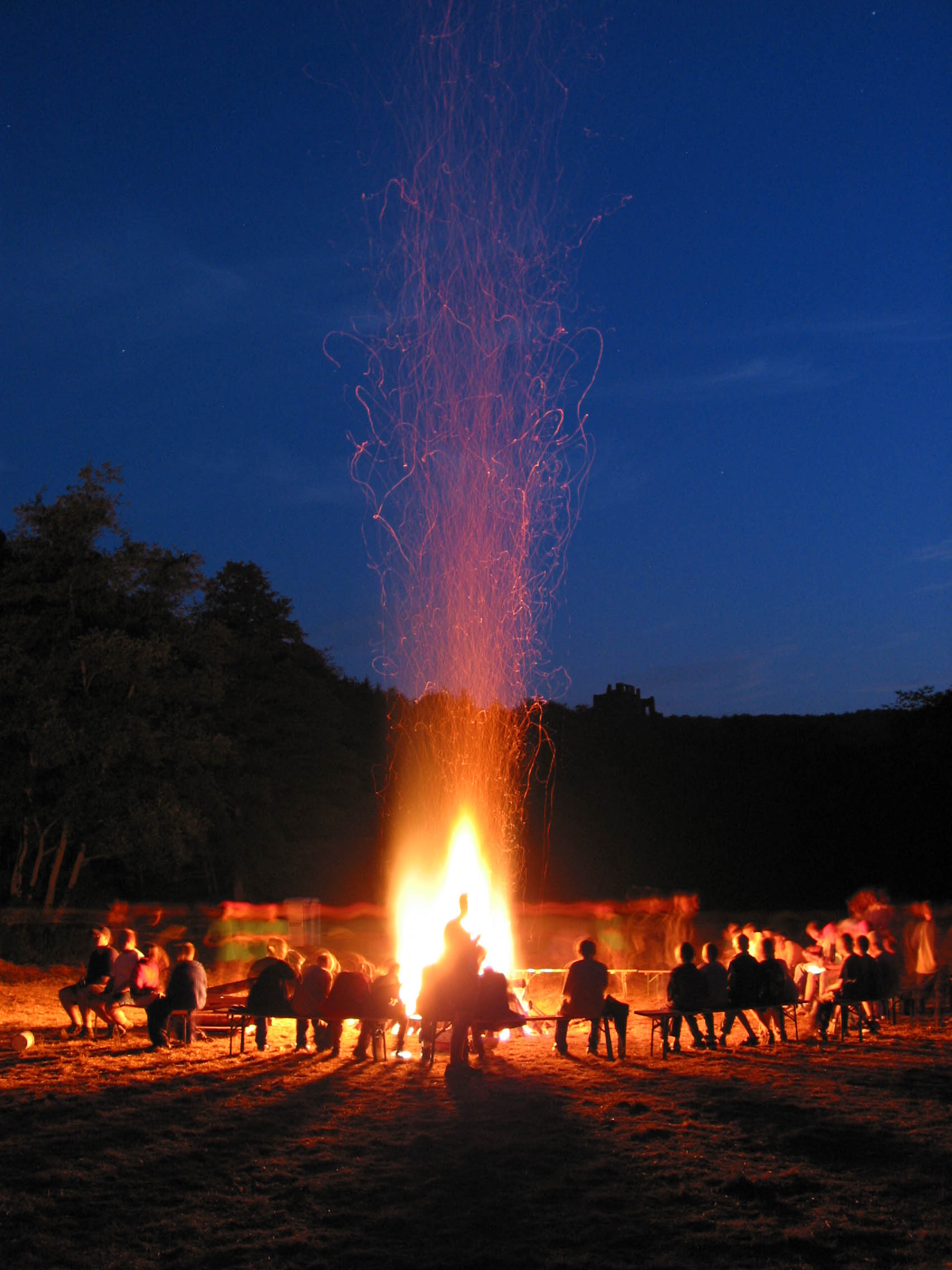
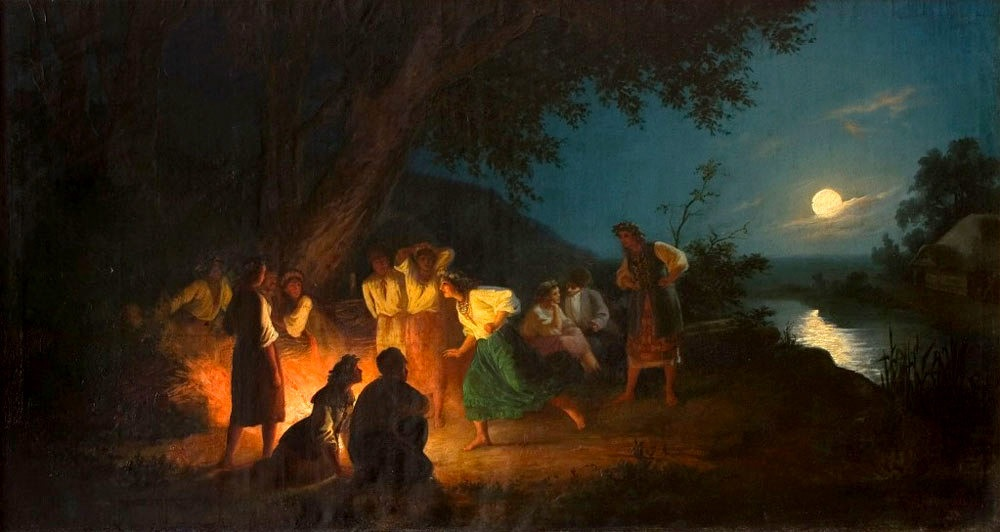
Івана Купала
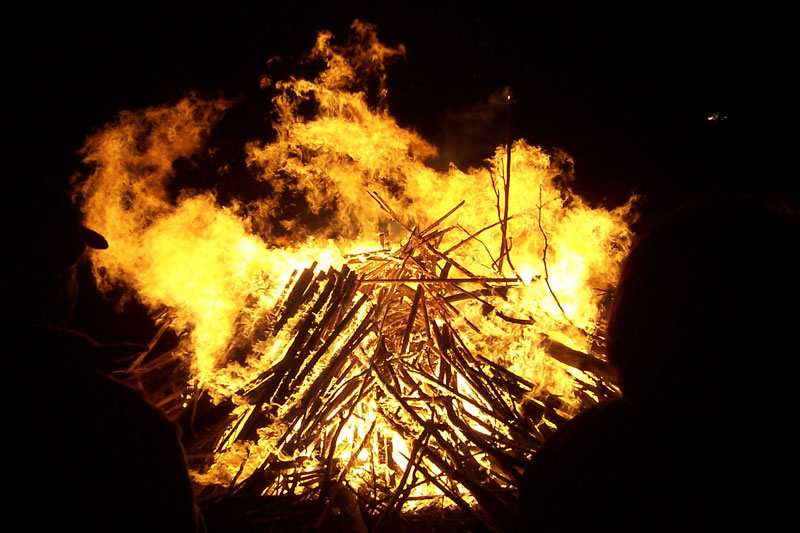
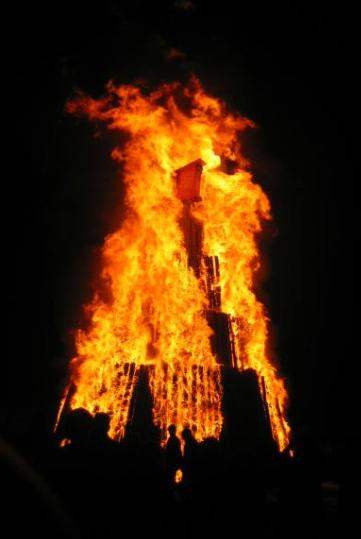
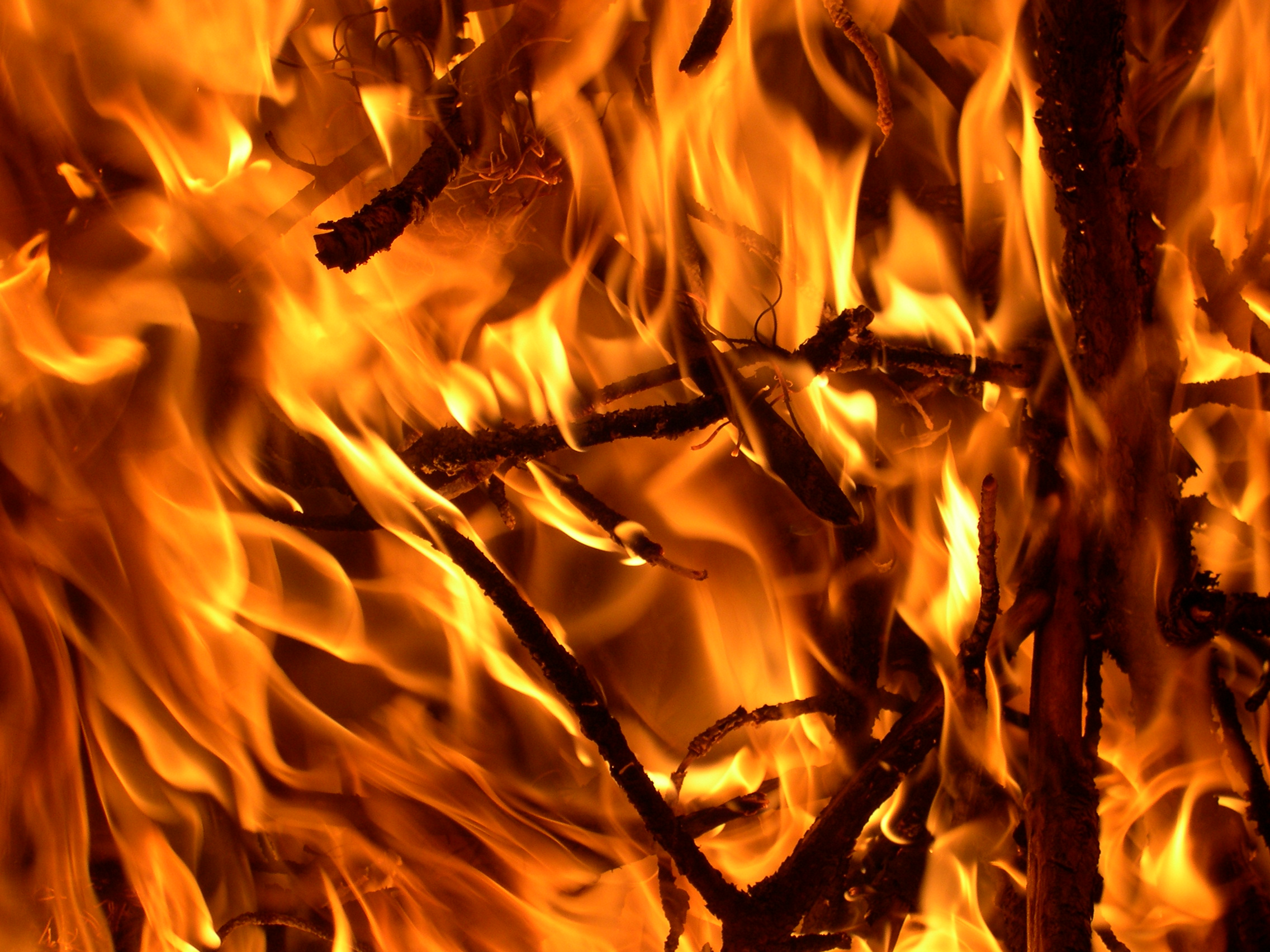
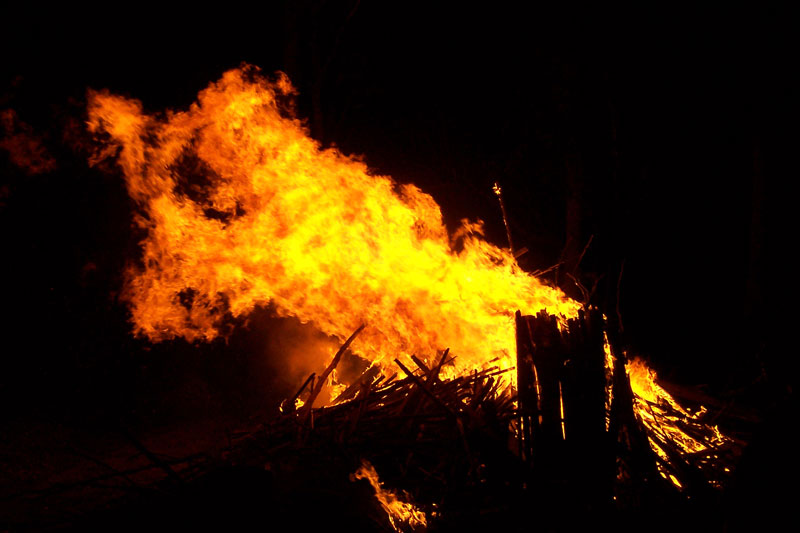
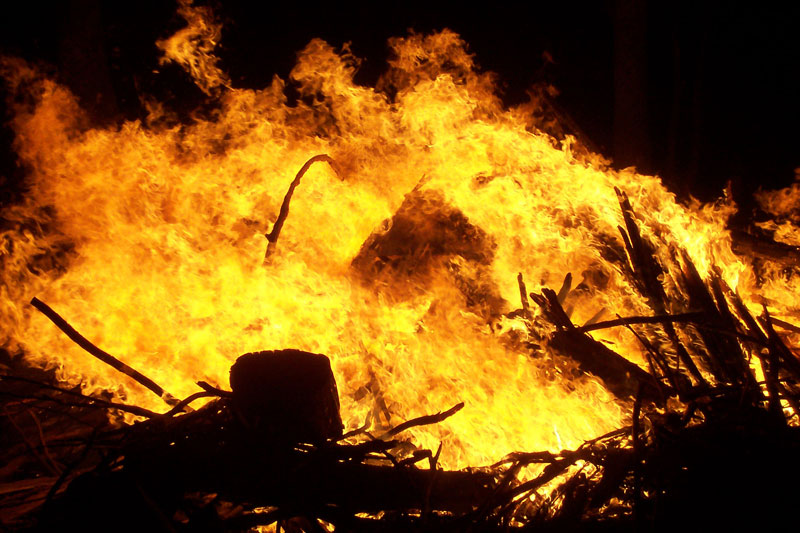
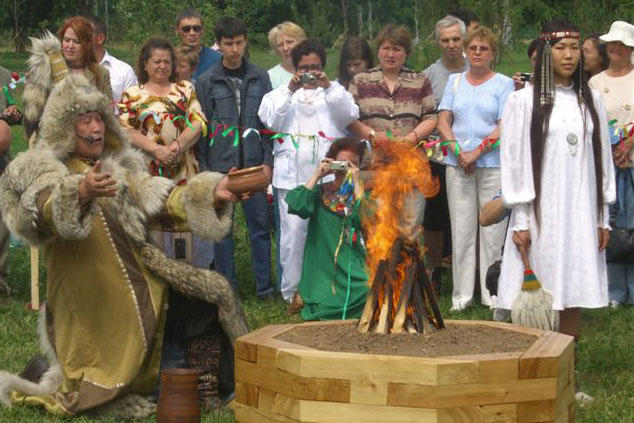
Ритуальне вогнище Якутії на святі Исиах
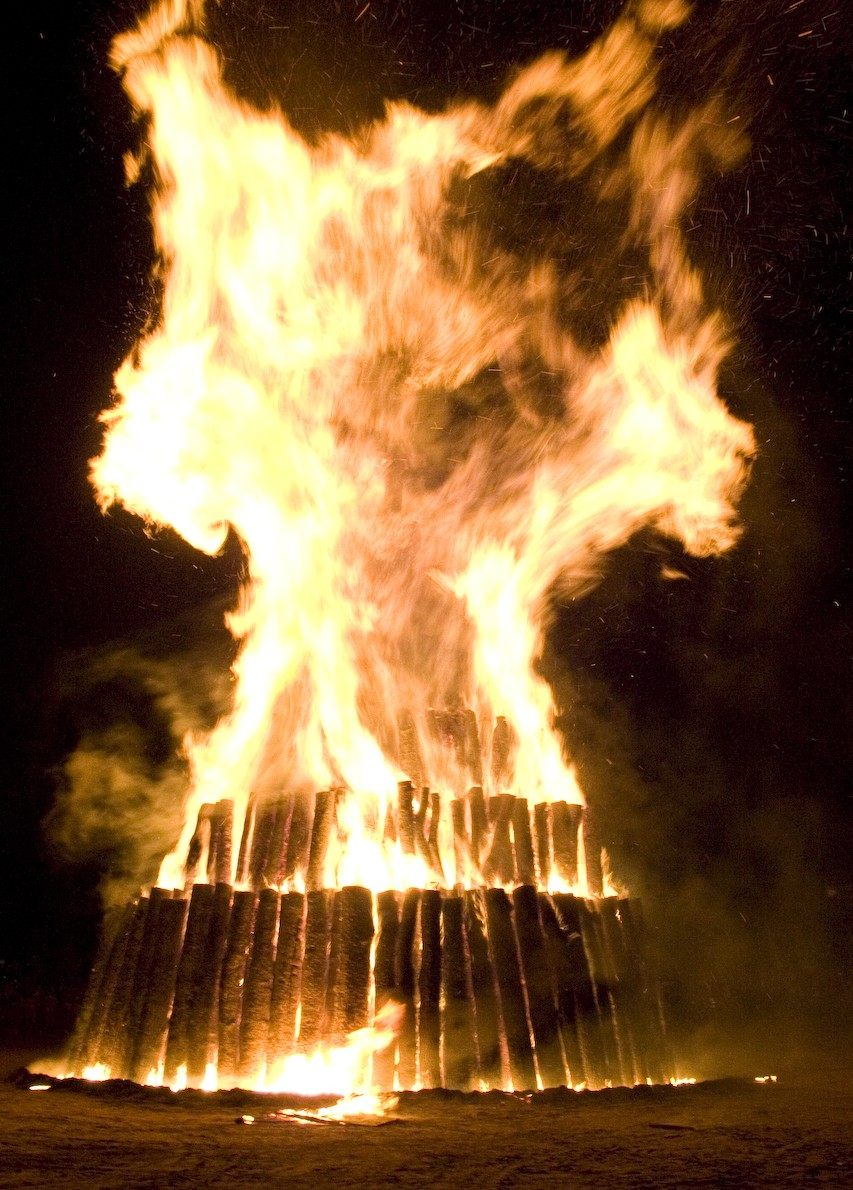
Традиційне вогнище студентів («Еггі-Багаття», Aggie Bonfire) в Коледж-Стейшен, США